# Ramularia evanida
Ramularia evanida är en svampart som först beskrevs av J.G. Kühn, och fick sitt nu gällande namn av Pier Andrea Saccardo 1886. Ramularia evanida ingår i släktet Ramularia och familjen Mycosphaerellaceae.   Inga underarter finns listade i Catalogue of Life.